# It Started With a Kiss (série télévisée)
Pour les articles homonymes, voir It Started with a Kiss.
E zuo ju zhi wen (惡作劇之吻 ; titre international : It Started With a Kiss) est une série télévisée taïwanaise diffusé sur China Television en 2005.

## Distribution

### Acteurs principaux
| Acteur           | Caractère dramatique                      | Personnage de manga | Relations                                         |
| ---------------- | ----------------------------------------- | ------------------- | ------------------------------------------------- |
| Ariel Lin        | Yuan Xiang Qin (袁湘琴)                   | Kotoko Aihara       | Jeune fille éperdument amoureuse de Jiang Zhi Shu |
| Joe Cheng        | Jiang Zhi Shu (江直樹)                    | Naoki Irie          | Jeune homme très intelligent, aimée par Xiang Qin |
| Jiro Wang        | Jin Yuan Feng (aka Ah Jin) (金元豐)       | Kinnosuke Nakamura  | Ami de Xiang Qin, amoureux de celle-ci            |
| Chang Yung Cheng | Jiang Wan Li (aka Ah Li) (江萬利)         | Sigeki Irie         | Père de Zhi Shu                                   |
| Cyndi Chaw       | Jiang Zhao Zi (aka Ah Li's wife) (阿利嫂) | Machiko Irie        | Mère de Zhi Shu                                   |
| Tang Tsung Sheng | Yuan Cai (Ah Cai) (袁有才)                | Shigeo Aihara       | Père de Xiang Qin                                 |
| Zhang Bo Han     | Jiang Yu Shu (江裕樹)                     | Yuuki Irie          | Petit frère de Zhi Shu                            |
| Petty Yang       | Lin Chun Mei (林純美)                     | Satomi              | Meilleure amie de Xiang Qin                       |
| Candice Liu      | Liu Ya Nong (劉雅儂)                      | Jinko               | Meilleure amie de Xiang Qin                       |
| Tiffany Hsu      | Pei Zi Yu (裴子瑜)                        | Reiko Matsumoto     | Rivale de Xiang Qin                               |
| Jason Wang       | Wang Hao Qian (王皓謙)                    | Sudou               | Ami de Zhi Shu                                    |
| Aaron Yan        | Ah Bu (阿布)                              | Ryo                 | Petit ami de Chun Mei                             |
| Bianca Bai       | Bai Hui Lan (白惠蘭)                      | Sasuiko             | La fille d'un riche entrepreneur                  |
| Austin Zhuang    | Jiang Zhi Shu (jeune)                     |                     |                                                   |

## Diffusion internationale
- CTV, GTV (2005-2006)
- ABS-CBN (2006-2007), GMA Network (2012)
- KIKU Television
- TVB
- Hunan TV

## Versions
- Itazura na Kiss, un manga japonais
- They Kiss Again (CTV, 2007-2008), la suite de cette série
- Playful Kiss (MBC, 2010), une série télévisée sud-coréenne de l'année 2010

### Sources
- (en) Cet article est partiellement ou en totalité issu de l’article de Wikipédia en anglais intitulé « It Started With a Kiss (TV series) » (voir la liste des auteurs).